# Maximilian Siry
Maximilian Siry (Parsberg, 19 april 1891 - Fulda, 6 december 1967) was een Duitse officier en Generalleutnant  tijdens de Tweede Wereldoorlog.

## Leven
Op 19 april 1891 werd Maximilian Siry als zoon van de Amtsgerichtsdirektor Adolf Siry en zijn vrouw Anna Siry (geboortenaam Kollmann) in Parsberg geboren.
Op 25 juli 1910 trad Siry als Fahnenjunker in dienst van de Deutsches Heer. Hij werd bij het Königlich Bayerisches 2. Feldartillerie-Regiment „Horn“ geplaatst. Vanaf 5 augustus 1912 werkte hij als ordonnansofficier in de staf van het Feldartillerieregiment 2. Op 8 oktober 1912 werd hij tot Leutnant bevorderd.

### Eerste Wereldoorlog
Vanaf 10 maart 1915 werd Siry als afdelingsadjudant in het Ie bataljon van het Feldartillerieregiment 2 ingezet. Van 17 augustus tot 30 augustus 1915 ging hij met verlof. Op 6 november 1915 werd hij ziek, en werd in het veldhospitaal van het I. Königlich Bayerisches Reserve-Korps opgenomen. Na zijn herstel werd hij in de Ersatz-Abteilung  (vrij vertaling: reserve-afdeling) van het 2. FAR geplaatst. Op 14 januari 1916 werd hij tot Oberleutnant bevorderd. Op 3 april 1916 werd Siry tot adjudant van het I./2. Batterie benoemd. Hij was tevens ook plaatsvervangend regimentsadjudant. Op 7 mei 1916 werd hij tot commandant van het 1e batterij benoemd. Op 24 oktober 1916 werd hij naar de General der Fußartillerie Nr. 21 van de Gruppe A gecommandeerd. Vanaf 30 november 1916 werd hij naar het 2e batterij overgeplaatst. Op 1 februari 1917 werd hij tot Zugführer  (pelotonscommandant) van de leichten Marschkolonne I (vrije vertaling: 1e lichte marskolonne) benoemd. Vanaf 17 december 1917 werd Siry naar de II. Ersatzabteilung van het 2. Feldartillerieregiment overgeplaatst. Van 24 december 1917 tot 6 januari 1918 ging hij op verlof. Na zijn verlof volgende op 13 januari 1918 zijn overplaatsing naar het Flak-Ersatz-Regiment Freiburg. Op 19 maart 1918 werd hij weer naar het 2. Feldartillerieregiment  teruggeplaatst. Vanaf 26 april 1918 was hij commandant van het 2e batterij van het 2. Feldartillerieregiment. Hij raakte op 19 oktober 1918 in Franse krijgsgevangenschap. Daar werd hij weer op 29 december 1919 uit vrijgelaten.

### Interbellum
Siry werd in de Reichswehr opgenomen, en werd bij de afwikkeling van het 2. Feldartillerieregiment ingezet. Op 1 april 1920 werd hij bij het 23e Artillerieregiment geplaatst. Op 1 juli 1921 werd hij tot Hauptmann bevorderd. Vanaf 1 april 1922 werd Siry tot commandant van het I. / Artillerieregiment 7  (Würzburg) benoemd. Vanaf 1 oktober 1924 werkte hij als Fürsorge-offizier in de staf van het I. / Artillerieregiment 7. (Würzburg). Op 1 mei 1927 werd Siry in de staf van het Artillerieregiment 7 (Neurenberg) ingezet. Hierna werd hij ook in de staf van het I. / Artillerieregiment 7. (Würzburg) ingezet. In 1926 werd zijn eerste zoon geboren.  Op 1 oktober 1929 werd hij tot chef van het I. / Artillerieregiment 7. (Würzburg) benoemd. Vanaf 1 februari 1932 werd hij naar de staf van de Artillerieführer VI (Münster) overgeplaatst. Op 1 april 1932 werd Siry tot Major bevorderd. Hij werd op 1 oktober 1933 tot commandant van het I. / Artillerieregiment 7. (Würzburg) benoemd. Daarna was hij commandant van het I. / Artillerieregiment 10 (Regensburg). Op 1 november 1934 werd hij tot Oberstleutnant bevorderd. Vanaf 6 oktober 1936 was hij commandant van het Artillerieregiment 15 (Würzburg). Daarna volgde zijn benoeming tot commandant van het Artillerieregiment 51 (Fulda). Op 1 augustus 1937 volgde zijn bevordering tot Oberst.

### Tweede Wereldoorlog
Van 1 april 1940 tot 13 december 1941 was hij Artilleriekommandeur 125  (Arko 125). Als Arko 125 werd hij op 1 augustus 1941 tot Generalmajor bevorderd. Siry was inmiddels met beide klassen van het Herhalingsgesp bij IJzeren Kruis 1939 onderscheiden. Op 13 december 1941 werd Siry tot commandant van de 246. Infanterie-Division  (246e Infanteriedivisie) benoemd. Op 13 juni 1942 werd hij met het Ridderkruis van het IJzeren Kruis onderscheiden. Deze functie vervulde hij tot 16 mei 1943, daarna werd hij door Generalmajor Konrad von Alberti opgevolgd. Op 16 mei 1943 volgde zijn benoeming tot Höherer Küstenartilleriekommandeur Nord (Harko 220). Hierna werd hij op 14 februari 1945 in het Führerreserve (OKH) (IX) geplaatst. Op 8 april 1945 werd Siry naar de Oberbefehlshaber West  (Opperbevelhebber West) gecommandeerd. Hij bleef tot einde van de oorlog in deze functie. Siry raakte in Brits krijgsgevangenschap.
Citaat van generaal Siry in Brits krijgsgevangenschap:

Je mag het niet hardop zeggen, maar eigenlijk zijn we veel te zachtzinnig geweest. Nu zijn we mooi klaar met al die gruwelen. Maar als we die gruwelen een helemaal hadden doorgevoerd, als we die lui allemaal spoorloos hadden laten verdwijnen, dan had geen mens het er nu over. Halfzacht te werk gaan leidt altijd tot problemen. Ik heb in het oosten het hele korps een keer een voorstel gedaan. Duizenden gevangenen konden toen zo weglopen en terugkeren. Er waren niet genoeg manschappen om ze te bewaken. In Frankrijk ging het er heel anders aan toe, maar Fransen zijn ook zo gedegenereerd dat wanneer je tegen ze zei: 'Je moet je daar bij dat gevangenenverzamelpunt melden', dan liep zo'n stomme idioot daar inderdaad heen. Maar in Rusland zat er tussen de pantserlinie en het eerstvolgende kamp zo'n vijftig tot tachtig kilometer ofwel twee, drie dagmarsen. Daar liep geen Rus naartoe, die gingen er meteen vandoor om links en rechts in de bossen te verdwijnen. Daar hielden ze zich wel in leven. Maar toen heb ik gezegd: 'Zo kan dat niet langer. We moeten die lui een been kapotslaan of breken of anders de rechteronderarm breken zodat ze de komende maanden niet weer de wapens kunnen oppakken en we de tijd hebben ze allemaal te verzamelen'. Het gaf me toch een ophef toen ik zei dat we ze gewoon met de knuppel een been moesten breken. Toentertijd was ik er natuurlijk ook niet helemaal van overtuigd, maar nu wel. We hebben gemerkt dat we niet geschikt zijn voor oorlogvoeren omdat we niet meedogenloos genoeg zijn, niet barbaars genoeg. De Russen zijn dat wel.— Generalleutnant Maximilian Siry; geciteerd in: Sönke Neitzel Soldaten: Over vechten doden en sterven, pp.261-262.

## Familie[3]
Op 27 maart 1925 trouwde Siry met Marianne Then. Het echtpaar kreeg drie kinderen: twee zonen, (geboren: 1926 en 1931), en een dochter: (geboren: 1929).

## Na de oorlog
Over het verdere verloop van zijn leven is niks bekend. Op 6 december 1967 overleed hij in Fulda.

## Militaire carrière
- Generalleutnant: 21 januari 1943 (RDA van 1 januari 1943)[1][2][3]
- Generalmajor: 1 augustus 1941[1][2][3]
- Oberst: 1 augustus 1937[2][3]
- Oberstleutnant: 1 november 1934[2][3]
- Major: 1 april 1932[2][3]
- 1 februari 1922: nieuwe RDA van 18 oktober 1918[3]
- Hauptmann: 1 juli 1921[3]
- Oberleutnant: 14 januari 1916[3]
- Leutnant: 8 oktober 1912[3]
- Fahnenjunker: 25 juli 1910[3]

## Onderscheidingen
- Ridderkruis van het IJzeren Kruis op 13 juni 1942 als Generalmajor en Commandant van de 246e Infanteriedivisie[1][2][3][11]
- Duitse Kruis in goud op 14 februari 1942 als Generalmajor en Artillerie-Kommandeur 125[1][2][3][11][12]
- IJzeren Kruis 1914, 1e Klasse (11 oktober 1916[3]) en 2e Klasse (22 september 1914[3])
- Herhalingsgesp bij IJzeren Kruis 1939, 1e Klasse (12 juni 1940[3]) en 2e Klasse (9 november 1939[3])
- Gewondeninsigne 1918 in zwart op 24 januari 1920[3]
- Erekruis voor Frontstrijders in de Wereldoorlog op 25 januari 1935[3]
- Medaille Winterschlacht im Osten 1941/42 op 3 augustus 1942[3]
- Prinzregent Luitpold-Medaille am Bande op 12 maart 1911[3]
- Orde van Militaire Verdienste (Beieren), 4e Klasse met Zwaarden op 30 november 1914[3]
- Orde van Militaire Verdienste (Beieren), 4e Klasse met Zwaarden en Kroon op 3 april 1919[3]
- Dienstonderscheiding van Leger en Marine, 1e Klasse (25 dienstjaren) op 2 oktober 1936[3]